# Nariño (kommun i Nariño, lat 1,30, long -77,35)
Nariño är en kommun i Colombia.   Den ligger i departementet Nariño, i den sydvästra delen av landet, 500 km sydväst om huvudstaden Bogotá. Antalet invånare är 4 183.